# A magyar labdarúgó-válogatott mérkőzései 1910-ben
A magyar labdarúgó-válogatott 1910-ben három mérkőzést vívott Ausztria ellen, egy győzelemmel és egy vereséggel, Olaszország ellen 6–1-es győzelmet ért el.
- Szövetségi kapitány: Minder Frigyes

## Eredmények
| 25. mérkőzés 1910. május 1. | Ausztria               | 2 – 1             | Magyarország | Hohe Warte Stadion, Bécs Nézőszám: 7 000 Játékvezető: Max Brandt (GER) |
| 25. mérkőzés 1910. május 1. | Fischera 2' Hussak 33' | (2 – 1) Részletek | Dobó 8'      | Hohe Warte Stadion, Bécs Nézőszám: 7 000 Játékvezető: Max Brandt (GER) |

| 26. mérkőzés 1910. május 26. | Magyarország                                               | 6 – 1             | Olaszország | Millenáris-pálya, Budapest Nézőszám: 12 000 Játékvezető: Hugo Meisl (AUT) |
| 26. mérkőzés 1910. május 26. | Schlosser 28' 48' Weisz 32' Károly 74' Dobó 74' Koródy 76' | (2 – 0) Részletek | Rizzi 88'   | Millenáris-pálya, Budapest Nézőszám: 12 000 Játékvezető: Hugo Meisl (AUT) |

| 27. mérkőzés 1910. november 6. | Magyarország              | 3 – 0             | Ausztria | Millenáris-pálya, Budapest Nézőszám: 11 000 Játékvezető: Edgar Blüher (GER) |
| 27. mérkőzés 1910. november 6. | Koródy 27' 77' Bodnár 82' | (1 – 0) Részletek |          | Millenáris-pálya, Budapest Nézőszám: 11 000 Játékvezető: Edgar Blüher (GER) |

## Lásd még
- A magyar labdarúgó-válogatott mérkőzései (1902–1929)
- A magyar labdarúgó-válogatott mérkőzései országonként